# 波布水母
波布水母（學名：Chironex yamaguchii、日语：／ habu kurage），又有人稱為箱形水母、箱型水母，分布於日本沖繩、琉球群島、菲律賓沿海海域，與馬來西亞發現的Chiropsalmus quadrigatus屬同一物種。「波布」是指日本的某幾種毒蛇，「海月」在日文中指的是水母。

## 體態
波布水母是立方水母的一種，最多9根觸鬚、平均是7根觸鬚，每根長度最高可達到110毫米，僅僅是澳大利亞箱形水母的一半或是三分之一的大小，通常的高度為60毫米，直徑為95毫米，身體的周圍有24隻眼睛。

## 毒性
這種水母的的毒性是劇毒的。被螫傷的話會產生巨大的痛苦，在日本水域造成很多人的死亡。產生的症狀有心臟停止、急性肺水腫、引起呼吸衰竭。

## 註解
1. ↑  包括：琉球原矛頭蝮（學名：Protobothrops elegans、日语： Sakishima habu）、日本原矛頭蝮（學名：Protobothrops flavoviridis、日语： habu）、兩種在日本沖繩縣常見的毒蛇以及寶島原矛頭蝮（學名：Protobothrops tokarensis、日语：／ Tokara habu）分布於日本吐噶喇群島的毒蛇。有時也用於其他毒蛇，例如：原矛頭蝮（學名：Protobothrops mucrosquamatus、日语：／ Taiwan habu）、沖繩烙鐵頭（學名：Ovophis okinavensis、日语：／ Hime habu）、山烙鐵頭（學名：Ovophis monticola、日语：／ Arisan habu）